# Sexualité de David Bowie
La sexualité de David Bowie participe à l’œuvre totale que l'auteur-compositeur-interprète britannique (1947-2016) a faite de sa vie entière.
Au cours de sa vie d'adulte, elle s'est déployée dans toutes les directions, sans guère de distinction de genre, d'âge et encore moins de couleur de peau. Hétérosexuel mais fasciné par la flamboyance et l'aspect transgressif du monde gay, David Bowie est en 1972 une des premières personnalités publiques à se déclarer bisexuel.
Sur scène, il exprime ses identités sexuelles intérieures non conventionnelles et s'impose en chantre de la fluidité des genres, notamment via son persona clé Ziggy Stardust, l'androgyne extra-terrestre, qui fait irruption dans le Royaume-Uni hétéronormé du début des années 1970 : par ses vêtements, son maquillage ou ses poses, à rebours de l'expression traditionnelle du genre masculin, il se met en scène en objet du désir des hommes et des femmes à la fois. Loin de la prestation souvent moquée du transformiste ou du travesti classique, c'est un personnage a-genré positif que Bowie crée ici. Par son coming-out et en montrant la possibilité de se libérer des modèles identitaires il devient durablement une icône des minorités LGBTQIA+, faisant prendre conscience aux personnes en interrogation sur leur identité de genre ou sur leurs préférences sexuelles qu'elles ne sont pas les seules dans ce cas et que des alternatives au modèle hétéronormé existent. Pour autant, il refuse de devenir un porte-drapeau de ces communautés et poursuit son exploration personnelle des orientations sexuelles.
Au sommet de sa notoriété, il bascule vers une hétérosexualité exclusive puis s'installe, passé la quarantaine, dans une union maritale classique.
Au delà des quatre femmes dont l'influence a été majeure — Hermione Farthingale, Angie Barnett, Coco Schwab et Iman Abdulmajid — il a multiplié les conquêtes, dont plusieurs sont célèbres.

## D'une sexualité exubérante à la monogamie traditionnelle
Au cours de sa vie d'adulte, la sexualité de David Bowie s'est déployée dans toutes les directions, sans grande distinction de genre (femmes, hommes, personnes transgenres), d'âge (de Melissa Hurley sa cadette de 19 ans à Oona Chaplin son aînée de 22 ans) et encore moins de couleur de peau.
Son orientation sexuelle initiale semble être une bisexualité dans laquelle une fascination pour le monde gay le dispute à un penchant naturel hétérosexuel : Alan Dodds, guitariste de son premier groupe The Kon-Rads (1962), se souvient qu'il était au lycée très porté sur les filles, mais qu'« il disait à tout le monde qu'il était bi » ; Phil Lancaster, son batteur avec The Lower Third (1965), n'avait aucun doute sur son attirance pour le sexe féminin ; Cherry Vanilla, une de ses maîtresses en 1971, confirme « il n'est pas gay du tout », etc. Pour autant, il apprécie le monde gay, fréquente les clubs homosexuels londoniens du tournant des années 1960-1970, comme le Sombrero à Kensington ; il est à l'aise dans cette culture, qu'il trouve flamboyante, transgressive et ressent profondément l'envie d'en faire partie. « Il était bisexuel », résume le chanteur Jonathan King, « mais majoritairement hétéro » ; « le contraire de moi : 95 % de filles et 5 % de garçons », dit Calvin Mark Lee, un de ses anciens amants.
Dans sa vingtaine, il s'adonne au sexe de façon effrénée. « J’ai dragué tout le monde. C’était une période merveilleusement irresponsable » se souvient il des années plus tard. Sa femme Angie et lui organisent des orgies dans leur appartement d'Oakley Street à Londres, dans un lit qu'ils ont baptisé The pit, « la fosse », où elle « le regard[e] faire l'amour avec tout ce qui bouge ». Hommes et femmes y défilent, emmenés par l'un ou l'autre.
Le sexe n'est pas pour lui un acte très signifiant : « pas plus impliquant que se serrer la main à la fin d’une soirée » explique son ancien agent (et ami et amant) Tony Zanetta. C'est le prolongement naturel de l'amitié, voire une simple marque de sympathie. Au début de sa carrière, Bowie peut chercher dans certaines de ces étreintes une liaison propice à son développement professionnel,, mais c'est surtout le besoin narcissique d'être adoré qu'il poursuit, sans exclusivité de genre. Les relations sont souvent fugaces : beaucoup le découvrent à leurs dépens, comme Tony Zanetta : « il vous donnait l'impression que vous étiez la seule personne au monde [...] puis une fois qu'il vous avait dans la poche [...] il partait ».
Vers 1975, au sommet de sa célébrité, il bascule vers une hétérosexualité exclusive, sans renoncer à collectionner les conquêtes.
En 1980, l'assassinat de son ami John Lennon l'incite à s’écarter de son public pour préserver sa propre sécurité ; ses relations se font moins débridées.
À 43 ans enfin, il tombe fou amoureux du mannequin Iman, qui devient sa seconde épouse. Il s'installe avec elle dans une union monogame hétérosexuelle jusqu'à la fin de sa vie.

## L'apôtre de la fluidité de genre
Par l'entremise de ses personæ publiques, Bowie a exprimé ses identités sexuelles intérieures non conventionnelles et s'est imposé en chantre de la fluidité des genres. La manifestation la plus connue en est son persona clé Ziggy Stardust, l'androgyne extra-terrestre, qui fait irruption dans le Royaume-Uni hétéronormé du début des années 1970 : par ses vêtements, son maquillage ou ses poses, à rebours de l'expression traditionnelle du genre masculin, Bowie se met en scène en objet du désir des hommes et des femmes à la fois. Son sexe est indifférent : c'est une créature de l'espace. Loin de la prestation souvent moquée du transformiste ou du travesti classique, il crée un personnage a-genré positif : le sauveur, le cool, le séduisant.
D’autres exemples abondent dans le reste de sa carrière : la robe dans laquelle il pose alangui, chevelure tombant sur les épaules, sur la pochette de The Man Who Sold the World (1970) et qu'il arbore d'ailleurs en ville, aux côtés d'une Angie en pantalon et coiffée court, son interprétation de trois femmes dans le clip de Boys Keep Swinging (1979), le choix d'une actrice transgenre pour jouer Bowie jeune dans The Stars (Are Out Tonight) (2013). Bowie s'est mis en scène sous tous les corps possibles, y compris en marionnette, en figurine de clown (émission TV Saturday Night Live, 1979) ou en chien  — à l'évidence mâle — (pochette de Diamond Dogs, 1974).
Les évocations de la confusion des genres se multiplient aussi dans ses textes :
« People stared at the makeup on his face
Laughed at his long black hair, his animal grace

(...)
Lady Stardust sang his song of darkness and disgrace »
« Les gens regardèrent fixement le maquillage de son visage
Rirent de ses longs cheveux noirs, de sa grâce animale
(...)
Lady Stardust chanta sa chanson de ténèbres et de honte »
— Lady Stardust (1972)
« You've got your mother in a whirl
She's not sure if you're a boy or a girl »
« Tu as plongé ta mère dans un tourbillon
Parce qu'elle n'est pas sûre si tu es un garçon ou une fille »
— Rebel rebel (1974)
« Don't you want to be free
Do you like girls or boys
It's confusing these days »
« Est-ce que tu ne veux pas être libre ?
Est-ce que tu aimes les filles ou les garçons ?
C'est confus ces temps-ci »
— Hallo Spaceboy (1995)

## Rapport à la communauté queer
En 1972, dans un Royaume-Uni où l'homosexualité masculine était encore pénalisée cinq ans auparavant,, Bowie crée l'événement : dans une interview publiée le 22 janvier par l'hebdomadaire musical Melody Maker, il annonce : « Je suis gay, et je l'ai toujours été, même quand j'étais David Jones [son vrai nom] »,, (comprendre « bisexuel », mot alors peu usité, puisqu'il est notoire qu'il vient d'avoir un bébé avec son épouse Angie). Six mois plus tard le 6 juillet, dans l'émission télévisée pour adolescents Top of the Pops qui le porte au sommet de la notoriété, interprétant Starman moulé dans un justaucorps scintillant bleu, orange et jaune, il passe nonchalamment le bras autour de l'épaule de son guitariste Mick Ronson.
Par ces deux actes il devient le premier artiste britannique en vogue à exprimer publiquement un coming-out sans que la révélation ne sonne le glas de sa carrière. Au-delà de sa personne, il brise un tabou et devient une icône pour le monde gay anglo-saxon, un pionnier de l'ouverture sexuelle.
Les déclarations publiques ultérieures de Bowie sur le sujet de son orientation sexuelle sont inconstantes,. Il affirme d'emblée ne pas avoir de temps à consacrer au Gay Liberation Front et ne pas soutenir les revendications communautaristes : il se bornera à commenter ses propres ressentis intimes, sans s'exprimer politiquement sur le sujet. Au fil des interviews, il nuance son appréciation de son orientation sexuelle, jusqu'à se présenter en 1983 comme un hétérosexuel caché (« a closet heterosexual ») dans une forme de coming-out inversé. Il revient aussi à plusieurs reprises sur le rôle que son annonce a joué dans sa carrière :
- En 1976, il précise « c'est vrai, je suis bisexuel. Mais je ne peux pas nier que j'ai très bien utilisé ça. C'est certainement la meilleure chose qui me soit arrivée. »[c],[5] ;
- En mars de la même année, à un journaliste qui lui demande s'il prétend toujours être homosexuel : « Oh Seigneur, non. Positivement non. Ce n'était qu'un mensonge. Ils m'ont donné cette image donc je m'y suis plutôt bien accrochée pendant quelques années. (...) Je n'ai jamais rien fait de bisexuel dans ma vie, sur scène, dans un disque ou ailleurs. »[d],[25] ;
- En 1983 : « La plus grande erreur que j'aie jamais commise a été de dire à cet écrivain de Melody Maker que j'étais bisexuel. Seigneur, j'étais si jeune à l'époque ! J'expérimentais… »[e],[7] ;
- En 1993 : « Je pense que j'ai toujours été un hétérosexuel caché. Je n'ai jamais eu l'impression d'être un vrai bisexuel. C'était comme si je faisais tous les mouvements, jusqu'à essayer avec des gars […] Je voulais imprégner Ziggy de vraie chair, de sang et de muscles, et il était impératif que je trouve Ziggy et que je sois lui. L'ironie était que je n'étais pas gay. J'avais des relations physiques, mais franchement, ce n'était pas agréable. C'était presque comme si je me testais moi-même. Ce n'était pas du tout quelque chose avec lequel j'étais à l'aise. Mais il fallait le faire. »[f],[7] ;
- En 2002 il affirme : « Je ne crois pas que c'était une erreur en Europe, mais c'était beaucoup plus dur en Amérique. Je n'ai pas eu de problème avec les gens qui savaient que j'étais bisexuel. Mais je n'avais aucune envie de brandir des étendards ou d'être le représentant d'un groupe de personnes. Je savais ce que je voulais être, à savoir un auteur-compositeur et un interprète, et j'ai senti que [la bisexualité] était devenue mon étiquette ici depuis trop longtemps. L'Amérique est un endroit très puritain, et je pense que cela m'a empêché de faire beaucoup de choses. »[g],[26],[24].

Ce revirement est analysé par le public et la presse de diverses manières :
- certains y voient l'expression authentique d'un changement profond, la volonté de ne se conformer à aucun modèle et d'assumer sa liberté sexuelle[23].
- après que Rolling Stone a titré son interview de 1983 « David Bowie: straight time »[27], une partie de la communauté LGBT perçoit sa rétractation comme un « acte de trahison »[7], pour le moins une déception pour ceux qui voulaient voir en lui un possible porte-drapeau[28]. Son homosexualité était sans doute celle d'un « touriste »[28], qui n'a jamais dépassé le stade de la curiosité, voire du sujet de rigolade[24]. D'ailleurs l'interview de 1972 coïncide avec le lancement de l'album Hunky Dory et la préparation du personnage de Ziggy Stardust, et qu'il n'en a peut-être été qu'un élément de marketing[23].
- une autre analyse enfin consiste à tenir compte du fait que tout au long de sa carrière, le « chanteur caméléon » interpose entre le public et lui le masque d'un persona : avec cette grille de lecture, c'est de son personnage le plus célèbre, Ziggy Stardust, que l'homosexualité et le queer en général deviennent les caractéristiques essentielles[7]. L'androgynie, les accessoires vestimentaires de Ziggy, le recours pour les paroles à des expressions de polari (l'argot de la communauté homosexuelle de l'époque victorienne[20]) auraient été des briques de la construction — étudiée ou sincère — du plus frappant de ses avatars[7]. Bowie explique en 1993 : « J'étais plus aimanté par toute la scène gay, qui était underground. Souvenez-vous, au début des années 1970, c'était encore pratiquement tabou. Il y avait peut-être de l'amour libre, mais c'était de l'amour hétérosexuel. J'aime ce monde crépusculaire. J'aime l'idée que ces clubs et ces gens et tout ce qui s'y rapporte soient quelque chose dont personne ne savait rien. Donc ça m'a attiré comme un fou. C'était comme un autre monde dans lequel je voulais vraiment entrer. Alors j'ai fait des efforts pour y aller et m'y mettre. Cette phase a duré jusqu'en 1974 environ. Elle est plus ou moins morte avec Ziggy. »[h],[7]. Les personnages qu'il crée par la suite, comme le Thin White Duke, affichent une masculinité plus traditionnelle[29], et c'est toujours en leur nom que l'artiste répond aux interviews.

En définitive, même s'il n'a sans doute jamais été vraiment homosexuel, il est l'un des artistes les plus culturellement queer, et sa fluidité de genre et d'orientation sexuelle est perçue comme plutôt positive dans la communauté. Il révèle la possibilité de se libérer des modèles identitaires et inspire ainsi des générations de minorités sexuelles LGBTQIA+, faisant prendre conscience aux personnes en interrogation sur leur identité de genre ou leurs préférences qu'elles ne sont pas les seules dans ce cas et que des alternatives au modèle hétéronormé existent. Au-delà même du monde queer, il influence aussi des hétérosexuels qui aspirent à une masculinité moins rigide.

## Principales relations
Quatre femmes jouent un rôle capital dans la vie sentimentale de Bowie. Quand plusieurs autres prétendent avoir été l'inspiratrice de telle ou telle de ses compositions, ce n'est d'ailleurs qu'à ces quatre là qu'il a explicitement et publiquement dédié une chanson :
- Hermione Farthingale (Letter to Hermione, 1969) fait la rencontre de David Bowie fin 1967[31]. Ils tombent amoureux sur-le-champ et emménagent ensemble[32],[31]. Ils vivent quelques mois en symbiose, montant ensemble l'éphémère trio Feathers, puis Hermione quitte Londres et le chanteur début 1969, pour partir en Scandinavie pendant sept mois[33] danser sur le tournage d'un film intitulé Song of Norway[32] : c'est la rupture, dont Bowie, « le cœur dans l'eau »[34], mettra longtemps à se remettre[35],[36],[37]. Pendant la suite de sa carrière, l'artiste a multiplié les références à son ancienne amante, qui l'a profondément influencé et qui représente pour lui le premier amour perdu[38].
- Angie Barnett (Golden Years, 1975) est sa première épouse (mars 1970) et la mère de son fils Duncan (né en mai 1971). Un mariage de convenance (américaine, il lui permet de travailler au Royaume-Uni) et une alliance pour dynamiser leur carrière respective — Angie joue un rôle capital dans la genèse de Ziggy Stardust et dans la construction de la notoriété de Bowie —, plus qu'un amour passion selon leurs dires. Un mariage libre aussi, où tous deux ramènent des partenaires pour des orgies dans leur maison de Haddon Hall. Une mésentente progressive s'installe et le couple se déchire violemment jusqu'à divorcer en 1980[39].
- Coco Schwab (Never Let Me Down, 1987) est à partir de 1973 l'assistante personnelle de Bowie. Elle l'aide quand il sombre dans la cocaïne, le protège contre les intrus et les nuisances extérieures. Aux dires de ceux qui les connaissent dans les années 1970, et notamment d'Angie, ils ont probablement été amants[40],[41]. Des rumeurs de mariage circulent même[30]. Coco dit qu'elle « l'a aimé, vraiment aimé »[30] ; David parle plus tard d'une amitié « bien au-delà du sexe ». Dans sa biographie du chanteur, Wendy Leigh estime que Coco Schwab a représenté pour Bowie le personnage de la mère aimante[42]. Elle reste une amie très proche jusqu'à la fin[43].
- Iman Abdulmajid (The Wedding Song, 1993) est une mannequin américano-somalienne. Elle rencontre Bowie en octobre 1990[44], ils tombent fous amoureux[18]. À 43 ans, il s'installe avec elle dans une monogamie durable : après une demande en mariage romantique sur la Seine à Paris, il l'épouse en 1992 ; leur fille Alexandra naît en 2000. Ils restent unis jusqu'à sa mort le 10 janvier 2016[19].

|               |
| Imam en 1990. |

### Autres relations notoires
« David Bowie Is turning us all into voyeurs. »

— Paul Morley, The Age of Bowie, 2017
Dans un ordre chronologique approximatif et parmi d'innombrables conquêtes anonymes :
- Carol Goldsmith est le nom de l'adolescente pour laquelle une bagarre survient au printemps 1961 entre Bowie et son ami George Underwood qui la courtisent tous deux, qui vaudra au premier sa célèbre anisocorie[45],[46].
- Dana Gillespie a 14 ans quand elle rencontre Bowie au Marquee Club fin 1964, et lui 17 ans[47]. C'est probablement sa première petite amie[48],[49]. Leur relation, non exclusive, se prolonge au moins jusqu'en 1970[50].
- Ralph Horton, le manager de son groupe les Lower Third, en 1965 selon le témoignage du batteur[51]. C'est lui qui propose à Simon Napier-Bell de devenir co-manager de Bowie, auquel cas « il lui permettrait de coucher avec lui » (une offre refusée)[52].
- probablement son manager Kenneth Pitt, entre 1966 et 1969[53].
- Natasha Korniloff[54] et Lindsay Kemp[54] fin 1967. Bowie joue dans la troupe de mimes de Lindsay Kemp, dont Natasha Korniloff est costumière. Il devient l'amant des deux : leur découverte simultanée de la liaison qu'il entretient avec l'autre les conduit chacun à une tentative de suicide.
- la chanteuse Lesley Duncan[55],[56], occasionnellement en 1968-1969.
- après sa rupture avec Hermione, Bowie vit six mois avec la journaliste Mary Finnigan d'avril à octobre 1969[57].
- Calvin Mark Lee en 1968, producteur de musique chez Mercury Records qui sort simultanément avec Angie[58].
- Freddie Burretti, qui a créé les costumes de Ziggy Stardust, aurait été son amant selon une rumeur[59].
- Nita Bowes (plus tard Lady Benn, vicomtesse Stansgate), 17 ans, à Haddon Hall en 1970 avec Angie[50].
- Mick Jagger[18] à en croire Angie.
- Cherry Vanilla, chargée de sa promotion aux États-Unis chez MainMan, à partir de 1971-1972[60].
- Tony Zanetta, dirigeant de sa maison de disque MainMan en septembre 1971[2].
- Jean Millington, du groupe Fanny[61] en juin et juillet 1972, notamment au château d'Hérouville[62] et ponctuellement jusqu'en 1975. Elle écrit sa chanson Butter Boy pour lui[63].
- Josette Caruso, une groupie, couche avec lui en septembre 1972 à Philadelphie[64],[65].
- Amanda Lear quitte Bryan Ferry en 1972 pour une passion de deux ans avec Bowie[66].
- Cyrinda Foxe entretient une relation avec lui fin 1972, pendant deux mois[67].
- Lori Mattix, une baby-groupie de Los Angeles, dit avoir perdu sa virginité à l'âge de 15 ans avec Bowie fin 1973[68], et avoir eu des relations avec lui plusieurs fois dans les dix années suivantes[69].
- son amie du même âge Sable Starr[70], en même temps qu'elle[69],[71].
- Lynn Koenigsaecker[72], dite Queenie Glam, une autre des baby-groupies de Los Angeles[73],[74],[75].
- la groupie Bebe Buell en 1973[76], mais elle l'a démenti[77].
- la chanteuse écossaise Lulu en 1973[78],[79],[80].
- Marianne Faithfull, vers 1973 ou 1975[80].
- la choriste Claudia Lennear vers 1974 en Californie[81], qui revendique être l'inspiratrice du titre Lady Grinning Soul.
- la chanteuse néerlandaise Patricia Paay en 1974[82],[83].
- John Lennon en 1974, selon Lesley-Ann Jones[84].
- Ava Cherry devient la maîtresse de Bowie pendant l'hiver 1972, au début avec l'aval tacite d'Angie dont elle est devient amie[85]. Bowie l'engage comme choriste pour la plupart de ses enregistrements ou tournées de 1973 à 1978, et l'aide à monter un trio vocal, Ava Cherry & The Astronettes. Il s'éloigne d'elle en 1975[86].
- la modèle et actrice afro-américaine Winona Williams, ex de Jimi Hendrix et de Paul McCartney[87] a eu une relation de deux ans avec Bowie fin 1974[88],[89], dans la période d'addiction à la cocaïne du chanteur, teintée de pratiques magiques et sadomasochistes[90]. Elle se poursuit à Berlin en 1977[91].
- a minima une profonde amitié ont lié Bowie et Nina Simone à partir de fin 1974[18],[92].
- l'actrice Bette Midler au Plaza à New York fin 1974 ou début 1975[66],[63].
- la couturière et modèle Ola Hudson a avec Bowie une liaison de près de trois ans à partir de 1975[93],[94].
- Fayette Pinkney, une chanteuse du groupe The Three Degrees, brièvement en 1975[95],[96].
- Bianca Jagger en 1975[97],[55].
- l'actrice américaine Claudia Jennings, qui tient un petit rôle dans The Man who fell to Earth, en 1975[98],[99].
- une amitié amoureuse a lié Bowie et Liz Taylor à Los Angeles entre 1975 et 1977[41],[100].
- Ronnie Spector, du groupe The Ronettes, début 1976[66],[101].
- Kuêlan Nguyen (alors compagne du chanteur français Jacques Higelin) lors d'une session d'enregistrement au Château d'Hérouville pendant l'été 1976 — une rencontre qui inspirera les paroles de la chanson China Girl[102] ;
- l'artiste de cabaret transgenre Romy Haag à Berlin, de 1976 à janvier 1977[103],[104].
- June Bolan en septembre 1977, le soir des obsèques de son ex-conjoint Marc Bolan[55].
- l'actrice Sydne Rome vers 1978, avec laquelle il tourne dans Just a Gigolo[105],[11],[106].
- Oona O'Neill, la veuve de Charlie Chaplin, voisine de Bowie à Corsier-sur-Vevey et son aînée de 22 ans a eu une relation très proche avec lui vers 1979[41],[107]. Elle a démenti qu'elle ait été plus qu'amicale[108].
- l'actrice et danseuse Monique van Vooren, de vingt ans son aînée et ancienne petite amie d'Elvis Presley, brièvement en 1980 à New York[109].
- Vivienne Lynn, mannequin anglo-japonaise membre des Nouveaux Romantiques[110] en 1980[111].
- en 1983 l'actrice Susan Sarandon a une liaison avec Bowie sur le tournage de Les Prédateurs[112] ; ils se revoient à plusieurs reprises pendant trois ans[113],[114].
- choisie pour le rôle principal féminin du clip China Girl, l'Australienne Geeling Ching engage une brève liaison avec Bowie en 1983, qui l'invite à l'accompagner pendant deux semaines lors de la tournée Serious Moonlight en Europe[115],[116],[117].
- la relation de Tina Turner et Bowie en 1984 et 1985 n'a selon elle pas dépassé le stade de l'amitié[118],[119].
- la choriste Helena Springs[120] en 1985 en marge du concert Live Aid.
- la mannequin américaine Marie Helvin en 1987[41],[121],[122].
- l’aristocrate britannique Sabrina Guinness en 1987[122].
- une certaine Wanda Lee Nichols, 30 ans, accuse Bowie de l'avoir violée, mordue, et de lui avoir transmis le sida à Dallas en octobre 1987. Celui-ci reconnait avoir « sans doute » passé la nuit avec elle, mais nie le reste. Elle est déboutée, mais les tabloïds s'emparent de l'affaire[123],[124],[125].
- Melissa Hurley est une danseuse de 19 ans sa cadette rencontrée en 1987 sur le Glass Spider tour[123]. Ils vont jusqu'à se fiancer en 1988, Bowie la demande en mariage à Venise en janvier 1990 mais rompt peu après, augurant mal les conséquences de leur différence d'âge[19],[126].

## Analyses
La plupart de ses biographes s'accordent à estimer que loin de se résumer à sa production musicale, l’œuvre d'art de David Bowie est sa vie entière — voire sa mort. Sa sexualité audacieuse a largement contribué à sa carrière et a nourri son inspiration. Symétriquement, son succès a renforcé sa séduction et son pouvoir d'attraction. Par ses conquêtes, par sa volonté d'expérimenter sans limite, sa vie sexuelle est un manifeste « coloré, flamboyant, ambivalent, rock'n'roll, extravagant ».
Il a rendu désuète la notion de « sexualité normale », sans pour autant s'enfermer dans une orientation particulière. En montrant qu'être différent est cool, il est devenu durablement une icône LGBTQIA+.
Marginalement, des interprétations particulières ont été proposées :
- La sexologue Magali Croset-Calisto voit en Bowie l'« archétype de la pansexualité » : pour lui, les différences de sexe biologique, de genre, d'orientation sexuelles n'ont pas d'importance. L'esprit ouvert, assoiffé d'expériences, il capte l'érotisme de ses partenaires sans accorder d'importance à leur sexe biologique ni à leur genre, sans se contraindre à une orientation sexuelle[18].
- Le psychanalyste German Arce Ross, qui décrit David Bowie comme un « psychopathe en paillettes », croit voir dans ce qu'il appelle son « alternance polymorphe entre homosexualité, bisexualité, transexualité et hypersexualité (...) hyperconsommatrice et passablement fétichiste » et qu'il résume sous l'appellation de « sexualité anomique », un lien avec de prétendues opinions fascistes, une mégalomanie, la toxicomanie et des troubles de l'identité proches de la schizophrénie[128].